# Bunnell
Bunnell ist eine Stadt und zudem der County Seat des Flagler County im US-Bundesstaat Florida. Das U.S. Census Bureau hat bei der Volkszählung 2020 eine Einwohnerzahl von 3.276 ermittelt.

## Geographie
Bunnell grenzt direkt an die Stadt Palm Coast und befindet sich etwa 90 Kilometer südlich von Jacksonville.

## Demographische Daten
Laut der Volkszählung 2010 verteilten sich die damaligen 2676 Einwohner auf 1354 Haushalte. Die Bevölkerungsdichte lag bei 221,2 Einw./km². 63,1 % der Bevölkerung bezeichneten sich als Weiße, 31,9 % als Afroamerikaner, 0,6 % als Indianer und 0,3 % als Asian Americans. 1,1 % gaben die Angehörigkeit zu einer anderen Ethnie und 3,1 % zu mehreren Ethnien an. 5,4 % der Bevölkerung bestand aus Hispanics oder Latinos.
Im Jahr 2010 lebten in 29,8 % aller Haushalte Kinder unter 18 Jahren sowie 31,8 % aller Haushalte Personen mit mindestens 65 Jahren. 56,2 % der Haushalte waren Familienhaushalte (bestehend aus verheirateten Paaren mit oder ohne Nachkommen bzw. einem Elternteil mit Nachkomme). Die durchschnittliche Größe eines Haushalts lag bei 2,25 Personen und die durchschnittliche Familiengröße bei 2,95 Personen.
25,4 % der Bevölkerung waren jünger als 20 Jahre, 24,3 % waren 20 bis 39 Jahre alt, 25,8 % waren 40 bis 59 Jahre alt und 24,6 % waren mindestens 60 Jahre alt. Das mittlere Alter betrug 40 Jahre. 48,0 % der Bevölkerung waren männlich und 52,0 % weiblich.
Das durchschnittliche Jahreseinkommen lag bei 22.057 $, dabei lebten 32,5 % der Bevölkerung unter der Armutsgrenze.
Im Jahr 2000 war Englisch die Muttersprache von 96,67 % der Bevölkerung und spanisch sprachen 3,33 %.

## Sehenswürdigkeiten
Folgende Objekte sind im National Register of Historic Places gelistet:
- Bulow Plantation Ruins
- Cherokee Grove
- Old Bunnell State Bank Building
- Vocational Agriculture Building

## Schulen
- Bunnell Elementary School
- Old Kings Elementary School
- Buddy Taylor Middle School
- Flagler-Palm Coast High School

## Religionen
In Bunnell gibt es derzeit 18 verschiedene Kirchen aus 10 verschiedenen Konfessionen. Unter den zu einer Konfession gehörenden Kirchen ist die Baptistengemeinde mit 6 Kirchen am stärksten vertreten. Es gibt eine zu keiner Konfession gehörende Kirche (Stand: 2004).

## Verkehr
Bunnell wird vom U.S. Highway 1 (SR 5) sowie den Florida State Roads 11 und 20 durchquert. Außerdem durchquert die Güterbahnstrecke der Florida East Coast Railway die Stadt. Der nächste Flughafen ist der Daytona Beach International Airport (rund 30 km südlich).

## Kriminalität
Die Kriminalitätsrate lag im Jahr 2010 mit 587 Punkten (US-Durchschnitt: 266 Punkte) im hohen Bereich. Es gab eine Vergewaltigung, sechs Raubüberfälle, 41 Körperverletzungen, 27 Einbrüche, 97 Diebstähle und 33 Autodiebstähle.

## Söhne und Töchter der Stadt
- Eddie Johnson (* 1984), Fußballspieler
- Bill T. Jones (* 1952), Tänzer und Choreograph